# 대한민국의 텔레비전 프로그램 목록
대한민국의 텔레비전 프로그램 목록은 보도 · 시사 프로그램, 교양 프로그램, 다큐멘터리, 연예 · 오락 · 예능 프로그램, 음악 프로그램, 퀴즈 프로그램, 드라마 등을 나열한 것이다.

## 기본 목록
- 대한민국의 장수 텔레비전 프로그램 목록

## 방송국별 목록
- 한국방송공사의 텔레비전 프로그램 목록
- 문화방송의 텔레비전 프로그램 목록
- SBS의 텔레비전 프로그램 목록
- 한국교육방송공사의 텔레비전 프로그램 목록
- JTBC의 텔레비전 프로그램 목록
- 매일방송의 텔레비전 프로그램 목록
- 조선방송의 텔레비전 프로그램 목록
- 채널A의 텔레비전 프로그램 목록
- OBS경인TV의 텔레비전 프로그램 목록
- JTBC2의 텔레비전 프로그램 목록

### 사라진 방송국
- 경인방송의 텔레비전 프로그램 목록
- 동양방송의 텔레비전 프로그램 목록

## 같이 보기
- 텔레비전 프로그램
- 대한민국의 텔레비전 드라마